# Région de Marmara

Localisation de la région de Marmara (découpage moderne).

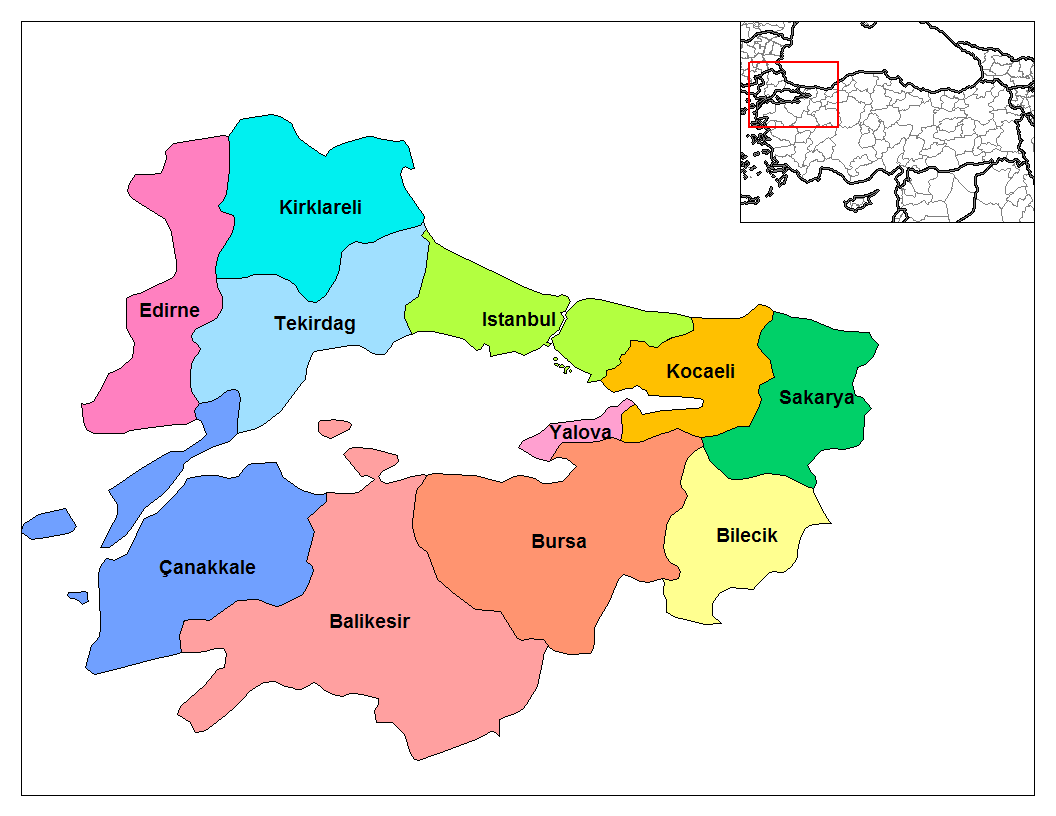
Les dix provinces généralement incluses dans la région de Marmara.

La région de Marmara (turc : Marmara Bölgesi) est une région de la Turquie. Elle est bordée à l'ouest par la Grèce et la Bulgarie, au nord par la mer Noire, à l'est par la Région de la mer Noire, et au sud par la Région égéenne.
Elle inclut également les eaux du détroit du Bosphore, de la mer de Marmara et du détroit des Dardanelles qui sont parties intégrantes des eaux territoriales turques, bien qu'y existe un couloir de passage (hors des eaux intérieures turques situées de part et d'autre de ce couloir) considéré comme des eaux internationales pour la traversée des navires marchands et militaires (hors de situations de crise pouvant concerner l'intégrité et la sécurité du territoire turc).
Elle couvre 70 265 km2 soit 8,9 % de la superficie totale de la Turquie. La région compte plus de 23 millions habitants. La Région de Marmara constitue la région la plus petite en superficie de Turquie mais aussi la plus peuplée.
La partie européenne, appelée Thrace orientale, s'étend sur 23 764 km2 et regroupe presque la moitié de la population soit 9 799 745 d'habitants; alors que la seule ville d'Istanbul qui se trouve de part et d’autre du détroit du Bosphore regroupe 12 697 164 d'habitants. Beaucoup d'immigrants en provenance d'autres régions de Turquie installés dans cette région.

## Provinces
- Provinces européennes :
  - Edirne ;
  - Kırklareli ;
  - Tekirdag.
- Provinces en partie européennes et asiatiques (anatoliennes) :
  - Istanbul (la province englobe le détroit du Bosphore);
  - Çanakkale (la province englobe le détroit des Dardanelles ; située en grande partie dans la région de Marmara, un petit secteur au sud-est fait traditionnellement partie de la région égéenne).
- Provinces asiatiques (anatoliennes) :
  - Kocaeli ;
  - Yalova ;
  - Balıkesir (située en grande partie dans la région de Marmara, un petit secteur sur la côte ouest fait traditionnellement partie de la région égéenne) ;
  - Bilecik (située en grande partie dans la région de Marmara, une petite frange à l'est fait traditionnellement partie de la région de la Mer Noire, un petit secteur au sud fait traditionnellement partie de la région égéenne) ;
  - Bursa (située en grande partie dans la région de Marmara, une petite frange au sud-ouest fait traditionnellement partie de la région égéenne)  ;
  - Sakarya (située en grande partie dans la région de Marmara, un petit secteur de la côte au nord-est fait traditionnellement partie de la région de la Mer Noire).

À ces dix provinces on peut également ajouter quatre autres provinces aujourd'hui rattachées à une autre région anatolienne, mais dont une petite partie (mais pas leur capitale) est (traditionnellement) dans la région de Marmara :
- deux provinces de la région de la mer Noire :
  - Bolu (un petit secteur au sud-ouest fait traditionnellement partie de la région de Marmara) ;
  - Düzce (un petit secteur au sud-ouest fait traditionnellement partie de la région de Marmara).
- une province de la région de l'Anatolie centrale :
  - Eskişehir (une petite frange au nord-ouest fait traditionnellement partie de la région de Marmara).
- une province de la région égéenne :
  - Manisa (une petite frange au nord fait traditionnellement partie de la région de Marmara).